# Amato (nome)
Amato  è un nome proprio di persona italiano maschile.

## Varianti
- Femminili: Amata

### Varianti in altre lingue
- Francese: Aimé[1]
- Francese medio: Amé[1]
- Spagnolo: Amado[1]
- Tardo latino: Amatus[1][2]

## Origine e diffusione
Dal nome tardo latino Amatus, col significato letterale di "amato" (in senso lato religioso, "amato" dalla divinità"). È dunque simile per semantica ad altri enomi come Armas, Agapito, Abibo, Davide ed Erasmo.
Il nome, di implicita struttura teoforica, si è diffuso particolarmente per il suo valore religioso, in maniera analoga al nome Amedeo. Si noti inoltre che Amato è diffuso anche come cognome.

## Onomastico
L'onomastico può essere festeggiato il 13 settembre, giorno in cui si ricordano sia sant'Amato di Remiremont, abate che sant'Amato di Sion (o di Sens), vescovo. Con questo nome si ricordano anche, alle date seguenti:
- 8 maggio, sant'Amato Ronconi, abate di Saludecio[2]
- 30 settembre, sant'Amato di Nusco, vescovo[2]

## Persone
- Amato di Montecassino, storico e monaco normanno
- Amato di Nusco, vescovo e santo italiano
- Amato di Remiremont, abate e santo franco
- Amato di Sion, monaco, vescovo e santo francese
- Amato Amati, geografo, storico e politico italiano
- Amato Berardi, politico e imprenditore italiano
- Amato Ciciretti, calciatore italiano
- Amato Danio, giurista italiano
- Amato Gastaldi, calciatore italiano
- Amato Lamberti, giornalista, politico e studioso italiano
- Amato Lusitano, medico e botanico portoghese

### Variante Aimé

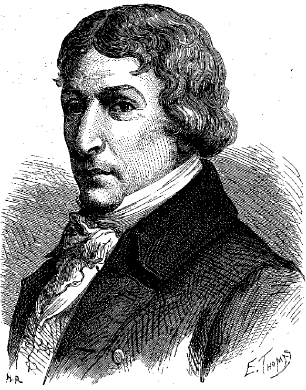
Aimé Argand

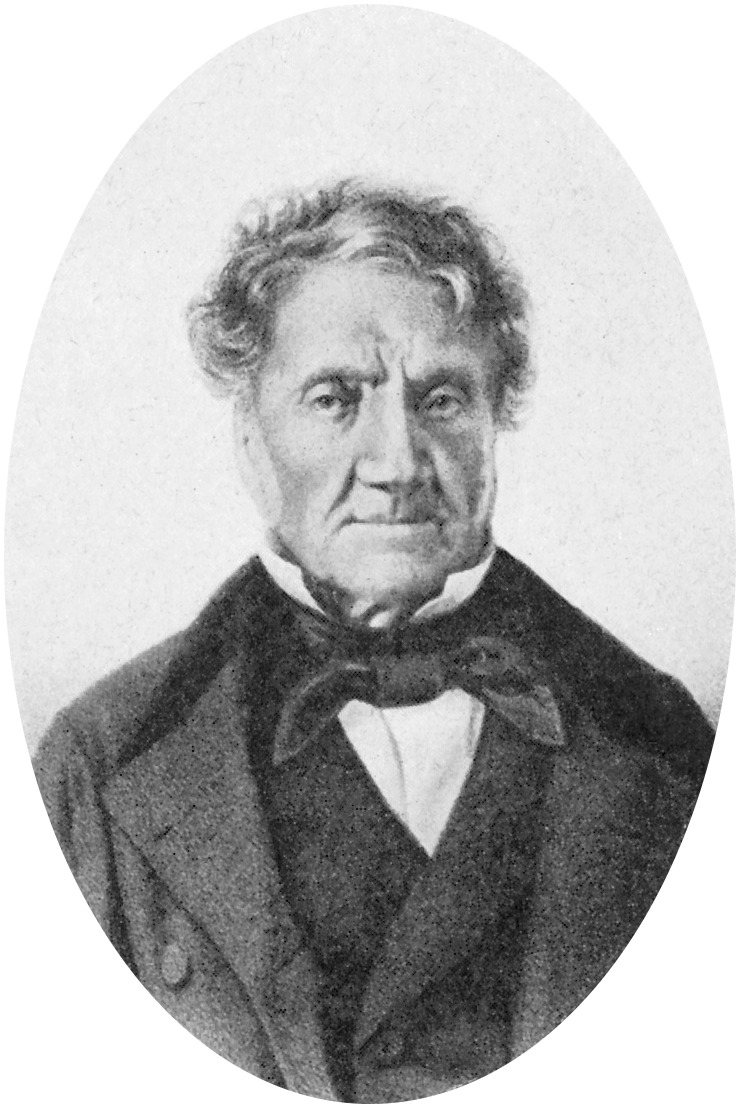
Aimé Bonpland

- Aimé Argand, inventore e chimico svizzero
- Aimé Bonpland, botanico, naturalista ed esploratore francese
- Aimé Césaire, poeta, scrittore e politico francese
- Aimé Auguste Cotton, fisico francese
- Aimé Dossche, ciclista su strada e dirigente sportivo belga
- Aimé-Pierre Frutaz, archeologo e storico italiano
- Aimé Giral, rugbista a 15 francese
- Aimé Guerlain, profumiere francese
- Aimé-Victor-François Guilbert, cardinale francese
- Aimé Haegeman, cavaliere belga
- Aimé Jacquet, calciatore e allenatore di calcio francese
- Aimé Maillart, compositore francese
- Aimé Michel, scrittore e filosofo francese

### Altre varianti
- Amado Alonso, filosofo spagnolo
- Amado Bagatsing, politico filippino
- Amé Gorret, presbitero e alpinista italiano
- Amado Guevara, calciatore honduregno